# Junior Senior
Junior Senior är en dansk popgrupp som bildades 1998. Gruppen bestod av Jeppe Laursen (Senior) och Jesper Mortensen (Junior). Deras mest kända låt är möjligen Move your Feet från deras första album.

## Diskografi

### Album
- D-D-Don't Don't Stop the Beat (2003)
- Boy Meets Girl EP (2003)
- Hey Hey My My Yo Yo (2005)

## EPs
- Boy Meets Girl EP (2003)
- Say Hello Wave Goodbye (2013)

### Singlar
- "White Trash" (2003)
- "Shake Your Coconuts" (2003)
- "Boy Meets Girl" (2003)
- "Rhythm Bandits" (2003)
- "Good Girl Bad Boy" (2003)
- "Move Your Feet" (2003)
- "Hello" (2005)
- "Take My Time" (2005)
- "Dance, Chance, Romance (2005)
- "Itch U Can't Skratch" (2005)
- "No No No's" (2005)
- "I Like Music" (2005)
- "We R the Handclaps" (2005)
- "Ur a Girl" (2005)
- "Happy Rap" (2005)
- "Hip Hop a Lula" (2005)
- "I Can't Rap, I Can't Sing But I Would Do Anything (2007)
- "Together For One Last Dance" (2007)